# 蘇家樂
蘇家樂 （葡萄牙語：Ernesto de Sousa, 1986年—），葡萄牙人，中葡混血兒，男演員。現為銀河海潤演藝有限公司旗下藝人。
第三屆台灣金甘蔗影展最佳男配角，澳門炫目劇團創團成員及創作總監。曾受訓於美國耶魯大學戲劇學院(主修表演)，先後畢業於香港演藝學院戲劇學院主修表演及澳門⼤學葡萄牙語專業（榮譽）學士，並曾任職澳門特別行政區政府中葡語翻譯員。

## 作品

### 電影
- 《紅龍》
- 《Hungry Ghost》（美國獨立電影）
- 《Resonance》法國獨立微電影
- 《戇男無戀事》
- 《如膠似漆》
- 《蕃茄田》[1] (第十三屆台灣金甘蔗影展最佳男配角)
- 《人妖亞發》
- 《掃毒2天地對決》
- 《被消失的凶案》
- 《七月返歸》
- 《金手指》
- 《邪Mall》

### 電視劇
- 《男排女將》旭Sir
- 《冰上火花》LEO
- 《三命》駱澤信(成年)

### 舞台劇
- 《有咩留番拜山先講》

### MV
- 蘇菲  - 《新角色》蘇菲 Sophia Lay - 新角色 Official MV （页面存档备份，存于）
- 譚詠麟  - 《天塌下來也能睡》譚詠麟 Alan Tam - 《天塌下來也能睡》MV （页面存档备份，存于）

## 外部連結
- 蘇家樂的新浪微博
- 蘇家樂Facebook頁
- 蘇家樂的Instagram帳戶